# Joseph Profaci
Joe Profaci (2. listopadu 1897 Villabate, Sicílie – 7. června 1962, Bayshore, New York) byl italsko-americký mafiánský boss. Vedl jeden z pěti hlavních newyorských klanů, které se vytvořily na začátku 30. let 20. století.
Joe Profaci patřil mezi nejvlivnější, ale i nejobávanější mafiánské bossy poloviny 20. století, který se v 50. letech významně podílel na pašování heroinu do USA.

## Mládí
Joe Profaci se narodil v malé vesnici Villabate na Sicílii, do velmi nuzných poměrů. Ve svých 24 letech opustil Sicílii a emigroval do USA, kam dorazil 21. září 1921 v době začínající prohibice. Mafie tehdy již měla kořeny hluboko zapuštěné a mnoho budoucích „významných“ bossů mělo za sebou čilou kriminální činnost. Profaci se nejprve usadil v Chicagu, kde se chtěl věnovat podnikání, a proto si otevřel obchod s potravinami a malou pekárnu. Zde však narazil na tvrdou realitu a brzy poznal, že tudy cesta nevede. Po dvou letech svůj neúspěšný obchod zavřel a přestěhoval se do New Yorku. Rozhodl se využít svých sicilských kontaktů a začal obchodovat s olivovým olejem, který importoval do USA. Takto se postupně napojil na obchodní mafiánské kruhy a začal vydělávat velké peníze. S podporou mafie šly obchody mnohem lépe a Profaci se postupně zapojil do struktur organizovaného zločinu.

## Cesta k moci
Ke konci 20. let byl díky svým penězům a kontaktům napojen na nejvýše postavené bossy, jako byl Lucky Luciano. Když vytvořil „Národní zločinecký syndikát“, stal se Profaci členem správní rady. Úzce spolupracoval s budoucím velkým bossem Josephem Bonnannem, jejichž spojenectví jim vydrželo dalších 30 let. V roce 1928 se stal hlavou newyorské mafiánské rodiny, která je dnes známá jako rodina Colombo. Profaci navenek provozoval své původní podnikání s olivovým olejem, čímž velmi dobře kryl své kriminální aktivity a neměl problémy s daňovými delikty, na rozdíl od svých společníků. Na počátku 30. let vlastnil dalších 20 podniků, kde zaměstnával tisíce lidí. Jeho hlavní kriminální činností bylo zejména vydírání, nelegální hazard a provozování nevěstinců.
V době Castellamarské války, kde proti sobě stály dvě znesvářené strany – jedna zastoupená velkým bossem 20. let Maranzanem a druhá neméně důležitým bossem Maseirou – stál na straně Maranzana. Po zavraždění Masseiry Lucianovou mafiánskou klikou se připojil k Lucianovu plánu na likvidaci jeho šéfa Maranzana, což se mu bohatě vyplatilo. Stal se jedním z nejbližších spojenců Luciana, později nejmocnějšího mafiána Cosa Nostry v dějinách.

## Francouzská spojka
Počátkem 50. let patřil Profaci mezi nejvlivnější mafiánské bossy. Během 20 let své kriminální, ale i legální činnosti nashromáždil obrovský majetek. V polovině 50. let se zkontaktoval s Lucky Lucianem, který tehdy žil po nucené deportaci ve 40. letech v Itálii. Společně vymýšleli, jak dostat heroin bezpečně ze Sicílie do USA. Právě Profaciho importní firma se jevila jako ideální řešení. Profaci začal připravovat půdu pro lukrativní obchod. Celý rok budoval odběratelské vztahy na sicilské pomeranče, a to i za cenu dumpingových cen. Když bylo dostatečné množství objednávek a pomeranče začaly proudit do USA ve velkém, rozjeli s Lucianem pravou podstatu obchodu. V bednách s pomeranči se zároveň pašovaly falešné pomeranče z vosku, v nichž byl ukryt heroin. Plné čtyři roky tento obchod fungoval bez sebemenších problémů. Až v roce 1959 se podařilo iniciativnímu pracovníkovi celní správy „oranžový obchod“ odhalit. Mafiáni vydělali na pašování heroinu pohádkové bohatství. Jedna bednička obsahovala 50 kg heroinu, který by se dnes prodával přibližně za 6 milionů dolarů.

## Osobní život
Osobní život Profaciho se ostře odlišoval od toho mafiánského. Ve svém okolí vystupoval jako spořádaný otec rodiny, pravidelně navštěvoval bohoslužby a dokonce jako silně věřící katolík měl v suterénu kostela v Brooklynu svůj malý osobní oltář, který navštěvoval se svými nejbližšími. Někteří kněží dokonce podali žádost až k papeži Piovi XII., aby pasoval Profaciho do rytířského stavu:
| „ | Vaše nejjasnější Svatosti, obracíme se na vás s prosbou týkající se Vašeho i našeho syna Josepha Profaciho… | “ |

Tak začínala oficiální žádost o udělení titulu „syn Sicílie“ jednomu z nejhorších zločinců v dějinách mafie. Profaci si hodně věřil a titul bral jako samozřejmost. Proti byl ale brooklynský advokát McDonald, který napsal papeži osobní dopis:
| „ | Udělením titulu by byla katolická komunita silně poškozena. Důvěra v hlavu církve by utrpěla, neboť uváděný kandidát je podvodník, vyděrač a vrah. | “ |

Udělení titulu bylo na poslední chvíli zamítnuto.

## Poslední léta
V posledních letech života měl Profaci mnoho problémů – nejen se zákonem, ale i s mafií samotnou. Impuls dal sám Profaci, když rozhodl, že každý člen mafiánské rodiny musí každý měsíc odevzdat 25 dolarů do jeho pokladny. Fond měl sloužit na podporu rodin zatčených nebo zabitých mafiánů. Měsíčně tak Profaci vydělával 50 000 dolarů (v dnešních dolarech cca 350 000,–). Mafiánští pistolníci sice nepřekypovali inteligencí, ale takovéto odvádění „desátek“ se jim rozhodně nelíbilo. Bylo veřejným tajemstvím, že většina z odvedených sum zůstávala bossovi za nehtem. Odpor proti stárnoucímu Profacimu stoupal. V popředí byli zejména bratři Gallové. V roce 1961 unesli Gallové Profaciho zástupce Josepha Magliocca. Po týdnech vyjednávání došly obě strany k dohodě. Albert Gallo a Joe Profaci ji osobně potvrdili a zdálo se, že je válečná sekyra zakopána. To byl ovšem omyl. Profaci se snažil bratry nalákat do léčky a zlikvidovat. Jeho underboss Dominik Scialo vylákal jednoho z bratrů na schůzku v brooklynském baru, kde mu navrhl zabití samotného Profaciho. Galla záležitost velmi zajímala, a tak oba mafiáni domlouvali podrobnosti. V tom z kuchyně vyběhli Scalovi zabijáci a pokusili se Gallu uškrtit. Plán na poslední chvíli zhatil policista, který vešel do baru. Na otázku, co se děje, mafiáni odpověděli, že jde o běžnou karetní rvačku. Gallo se urychleně z baru vytratil. Gallové se chtěli Profacimu pomstít. Válka trvala několik měsíců a v newyorských ulicích se nacházely zmasakrované oběti tohoto nelítostného boje.

## Smrt
Válka trvala až do bossovy smrti v červnu 1962. Profaci po delším boji podlehl rakovině jater. Odborníci odhadují, že Boss během svého 34 roků trvajícího neomezeného panování (1928–1962) nashromáždil majetek v hodnotě 200 milionů dolarů. (což odpovídá dnešním cca 1,4 miliardy dolarů) Poslední vůli nezanechal. Po Profacim zbyla multimilionářské panské sídlo na Long Islandu, které má rozlohu 1,33 km čtverečních. Na pozemku je i lovecký zámeček, obrovský komplex bazénů a soukromé letiště. Pozemek je po jeho smrti rozparcelován ostatními mafiány. Jeho peníze se nikdy nenašly. Ve vedení rodiny ho nahradil Joe Colombo (1963), po němž je rodina dodnes pojmenována.